# Modalità aereo
Modalità aereo è un film del 2019 diretto da Fausto Brizzi e con protagonisti Lillo, Paolo Ruffini, Violante Placido e Dino Abbrescia.

## Trama
Diego Gardini è un imprenditore ricco ed arrogante, nonché proprietario di un'azienda vinicola che produce quel che lui stesso definisce il miglior millesimato al mondo. Il giorno di Natale, mentre si trova in aeroporto per un viaggio d'affari verso l'Australia, nei bagni viene approcciato da due uomini addetti alle pulizie, Sabino e Ivano, che, riconoscendolo, gli chiedono un selfie in modo maldestro. Diego, dopo averli insultati , invia un messaggio al proprietario dell'impresa per cui lavorano, chiedendo di farli licenziare per la loro incompetenza, ma quando dimentica il suo smartphone sul lavandino i due inservienti se ne impossessano ed iniziano a fare costosi acquisti online e ad usare i profili social di Gardini per scrivere messaggi oltraggiosi allo scopo di infangare la figura dell'imprenditore. Spulciando nel telefono, Sabino e Ivano scoprono che Gardini possiede anche dei conti bancari alle Isole Cayman; Si recano alla festa natalizia di beneficenza a cui Gandini era invitato e  arrivano a fare anche la conoscenza di Sabrina Salerno , di cui Ivano è un grande fan, con la quale passano la sera di Natale.  L'evento però viene filmato e postato su Internet e viene visto da Maria, la moglie di Ivano, che infuriata rimprovera e caccia via di casa il marito in malo modo appena rientra. 
Nel frattempo, Gardini è salito in aereo, ma ben presto si accorge di non avere il telefono con sé. Così riesce a farsi prestare un telefono e ad avvertire suo cugino Lorenzo, in modo che controlli quei due tizi del bagno. Ivano e Sabino, intanto alloggiano nel lussuoso hotel in cui ultimamente Gardini risiedeva dopo il divorzio e stringono amicizia con Luca, il figlio dell'imprenditore, che viveva in collegio dopo la separazione dei genitori e cercano di far riavvicinare padre e figlio. Al rientro dal viaggio d'affari, Gardini scopre che Lorenzo, impossessatosi del telefonino, ha iniziato a postare commenti social sempre più offensivi (anche contro il Papa)  in modo da infangare completamente il cugino e lo ha rimpiazzato sul posto di lavoro, ma con l'aiuto di Ivano e Sabino e un piano geniale riesce a far cacciare Lorenzo e a far in modo che la ditta non valga più nulla in modo da poterla ricomprare. L'acquisto viene effettuato dai nuovi amici grazie ai soldi precedentemente nascosti alle Isole Cayman. Gardini diventa così nuovamente socio dell'azienda, unitamente ad Ivano, Sabino e ai loro familiari e si innamora di Linda, un'hostess che aveva conosciuto in aereo e che lo aveva aiutato; invece Ivano riesce a riconciliarsi con la moglie che poi rimarrà incinta.

## Produzione
Le riprese sono durate sette settimane e si sono svolte tra l'Italia e i Paesi Bassi.

## Distribuzione
Il film è uscito nelle sale cinematografiche italiane il 21 febbraio 2019.
La prima emissione televisiva è stata su SkyCinema1 il 28 ottobre 2019. In tv venne trasmesso su Rai Movie per la prima volta il 14 settembre 2022.